# Witold Grabowski (radiolog)
Witold Grabowski (ur. 30 czerwca 1902 w Łodzi, zm. 9 lipca 1963 w Gdańsku) – polski radiolog.

## Życiorys
Będąc gimnazjalistą jako ochotnik brał udział w wojnie polsko-bolszewickiej. Uzyskał stopień doktora wszech nauk lekarskich na Uniwersytecie Jana Kazimierza. W 1934 otrzymał tytuł docenta radiologii na podstawie rozprawy Wpływ naświetlań promieniami Roentgena na przebieg zapalenia urazowego i proces gojenia. Był kierownikiem zorganizowanego przez siebie oddziału rentgenodiagnostyki i radioterapii uniwersyteckiej Kliniki Chorób Wewnętrznych. 
W czasie okupacji hitlerowskiej przebywał we Lwowie, pomagał ukrywać się osobom pochodzenia żydowskiego. W 1944 powołany do służby wojskowej w Wojsku Polskim. 
Po demobilizacji, w 1945 objął kierownictwo Kliniki Radiologii i Radioterapii na Uniwersytecie Wrocławskim, Wydział Lekarski, która korzystała z uratowanego przez niego we Lwowie radu. W latach 1951–1963 kierował Zakładem Radiologii Akademii Medycznej w Gdańsku. Sprawował także funkcję prorektora tej uczelni. W tym okresie opublikował m.in. podręcznik dla techników elektroradiologii, skrypt Anatomia radiologiczna i monografię Zmiany fizjopatologiczne i kliniczne po wycięciu żołądka w chorobie wrzodowej. Ogółem napisał ponad 40 prac naukowych. Do jego zainteresowań naukowych należały diagnostyka patologii dróg żółciowych, badania przewodu pokarmowego, histerosalpingografia, rentgenodiagnostyka laryngologiczna, diagnostyka pylicy płuc, wpływ promieniowania RTG na gojenie się złamań kości i stanów zapalnych i leczenie chorób tarczycy. W latach 1949–1951 pełnił obowiązki prezesa Polskiego Lekarskiego Towarzystwa Radiologicznego. Przewodniczył obradom jego zjazdów w 1937, 1948 i 1962. Zasiadał w komitecie redakcyjnym Polskiego Przeglądu Radiologicznego.
Zmarł na zawał serca. Został pochowany na cmentarzu Srebrzysko w Gdańsku (rejon IX, kwatera profesorów, rząd 2). 

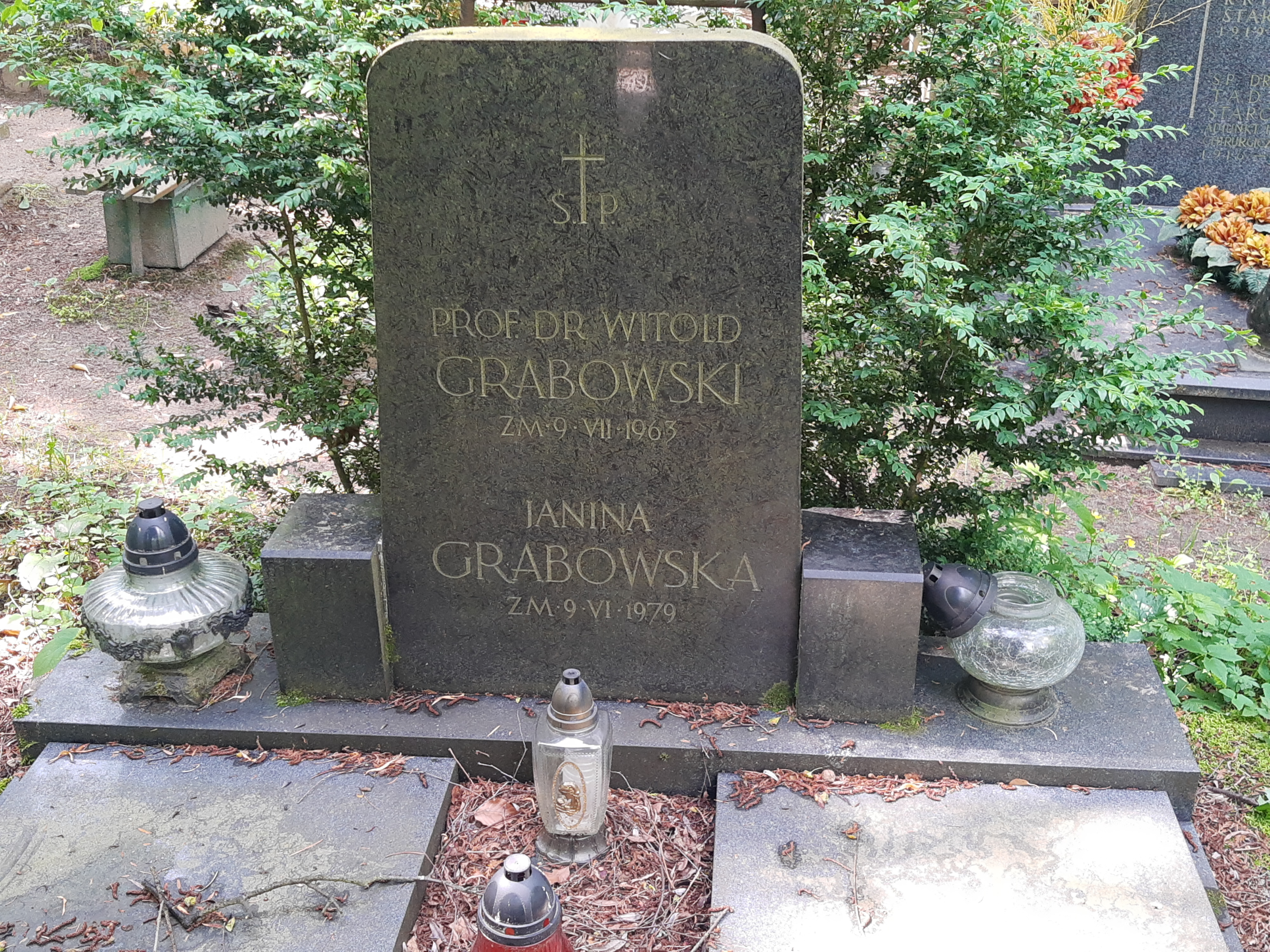
Grób prof. Witolda Grabowskiego na cmentarzu Srebrzysko

## Ordery i odznaczenia
- Krzyż Kawalerski Orderu Odrodzenia Polski (1954)
- Złoty Krzyż Zasługi (1938)
- Srebrny Krzyż Zasługi
- Medal 10-lecia Polski Ludowej (1955)[6]
- Odznaka honorowa „Za wzorową pracę w służbie zdrowia”

Źródło:.

## Upamiętnienie
Witold Grabowski od 19 kwietnia 1977 jest patronem ulicy w Gdańsku-Chełmie.